# Melampophylax cantalicus
Melampophylax cantalicus är en nattsländeart som beskrevs av Lazar Botosaneanu 1994. Melampophylax cantalicus ingår i släktet Melampophylax och familjen husmasknattsländor. Inga underarter finns listade i Catalogue of Life.